# Iàstrubivka (Crimea)
|  | Per a altres significats, vegeu «Iàstrebovka». |

Iàstrubivka (en (ucraïnès): Яструбівка) és un poble de la República Autònoma de Crimea a Ucraïna, que el 2014 tenia 153 habitants. Pertany al districte de Krasnogvardiiske.